# Werner von Rundstedt
Werner Ernst Adolf von Rundstedt (* 20. September 1827 in Schönfeld (Bismark), Landkreis Stendal; † 22. Juni 1903 in Badingen (Bismark)) war ein deutscher Offizier, Rittergutsbesitzer und Parlamentarier.

## Leben
Werner von Rundstedt besuchte von etwa 1844 bis 1847 das Pädagogium zum Kloster Unser Lieben Frauen in Magdeburg. Ab 1847 studierte er dann an der Universität Halle. 1848 wurde er Mitglied des Corps Marchia Halle. Nach dem Studium schlug er zunächst die Offizierslaufbahn in der Preußischen Armee ein. Als Rittmeister nahm er seinen Abschied und wurde Rittergutsbesitzer in Badingen, wohnte aber teils in Hannover. Später erhielt er die Beförderung zum Major.
Von 1871 bis 1873 saß Rundstedt als Abgeordneter des Wahlkreises Magdeburg 2 (Osterburg, Stendal) im Preußischen Abgeordnetenhaus. Er gehörte der Fraktion der Konservativen Partei (Preußen) an. Werner von Rundstedt-Badingen war seit 1886 Ehrenritter des Johanniterordens Zudem war Rundstedt bis 1892 Kurator des Johanniter-Ordens-Krankenhauses in Stendal.

## Familie
Seine Eltern waren der Badinger Gutsherr Werner Ludolf Otto von Rundstedt (* 1800 in Berlin; † 1854 in Stendal) und Marie Gräfin von Königsmark-Netzeband (* 1801 in Netzeband; † 1864 in Stendal), Tochter eines Wirklichen Geheimen Rats und Erbhofmeisters der Kurmark. Die Hochzeit der Eltern war in Kerzendorf, damals Landkreis Teltow.
Er selbst heiratete am 7. November 1865 in Berlin Marianne von Schwichow (* 1847 in Margonin; † 1933 in Schönfeld), Tochter der Natalie von Quast-Vichel und des Offiziers August von Schwichow, Gutsherr auf Margonin und Samosczin. Aus der Ehe gingen folgende Kinder hervor:
- Malita (* 24. Oktober 1866 in Badingen; † 1946 in Schönfeld), die Ärztin wurde,[8] unvermählt
- Joachim (* 9. Januar 1868 in Badingen; † 14. Juni 1922 in Berlin), Gutserbe ⚭ 1896 Konsulstochter Fanny Oetling,[9] Sie hatten zwei Kinder

* Werner (* 1897 in Wandsbek; † 1915 in Brest-Litowsk), Leutnant
* Freda (* 12. März 1901 in Stendal; † 1991 in Braunschweig), Mitinhaberin von Badingen ⚭ 1921 Rabod von Kröcher (1880–1945)
- Leonie (* 8. Januar 1870 in Badingen; † 1959 in Schönfeld), unvermählt